# 캐논 EOS-1D

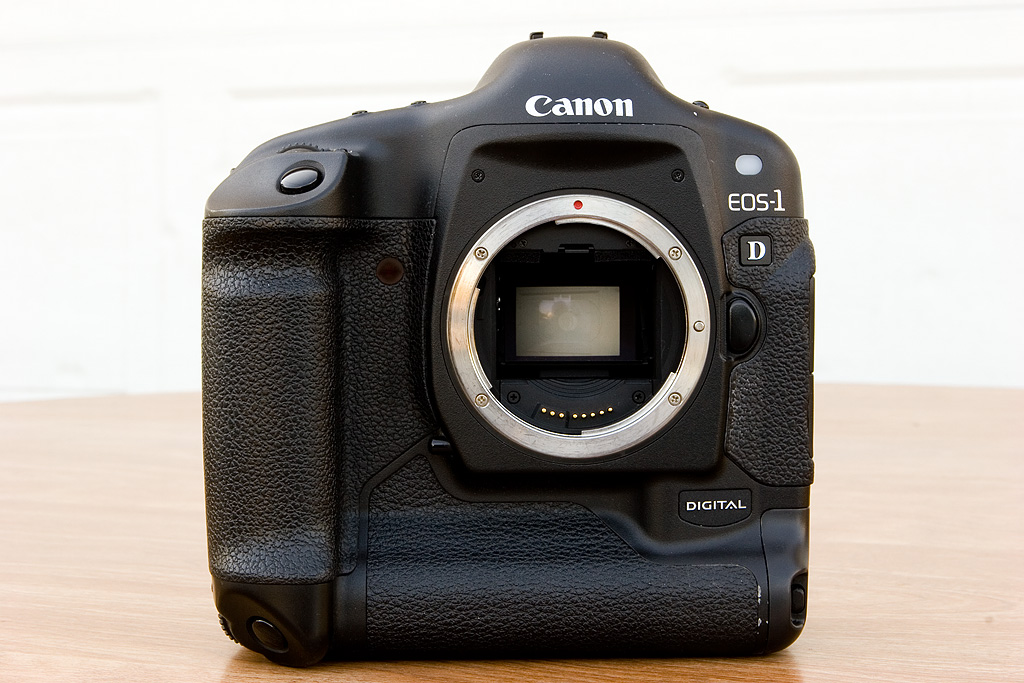
캐논 EOS-1D

캐논 EOS-1D(Canon EOS-1D)는 캐논이 최초로 독자 개발한 전문가용 디지털 SLR이다. 2001년 9월에 발표되었으며, 2001년 12월에 시판되었다. 초당 8 프레임을 촬영할 수 있어 스포츠 촬영용으로 많이 사용된다.
EOS-1D는 전문가용 필름 SLR인 캐논 EOS-1V를 기반으로 개발되었다. 1D의 카메라 바디는 1V와 거의 동일하지만, 1D의 경우 세로 그립이 일체형이며 LCD 등 디지털 카메라 용 부품들이 있다.
1D의 경우 파나소닉에서 생산하는 28.7 × 19.1 mm 크기의 415만 유효 화소 인터라인 트랜스퍼 CCD 이미지 센서를 사용한다. 벌브 모드를 제외한 모든 상황에서 1D의 노출 시간은 CCD 전자식 셔터에 의해 제어된다. 1D의 기계식 셔터는 벌브 모드에서만 노출 시간을 제어한다.  보관됨 2007-02-06 - 웨이백 머신  CCD 전자식 셔터 사용 덕분에 최대 셔터 스피드 1/16000 초, 플래시 X-Sync 스피드 1/500 초를 가질 수 있다.
캐논 EOS-1D의 발매로 인해 많은 언론 매체에서 디지털 카메라로 전향하게 되었다.

## 같이 보기
- 캐논
- 캐논 EOS
- 캐논 EF 마운트
- 캐논 EF-S 마운트